# Nyrup (Sorø Kommune)
 For alternative betydninger, se Nyrup. (Se også artikler, som begynder med Nyrup)
Nyrup er en by med 427 indbyggere  (2024) i Stenmagle Sogn, indtil 2006 i Stenlille Kommune og fra 2007 i Sorø Kommune. Geografisk placering mellem Stenlille og Store Merløse.
Nyrup Station er trinbræt på Høng-Tølløse Jernbane, der forbinder Slagelse med Nykøbing Sjælland via Tølløse og Holbæk.
I Nyrup findes der en baptistkirke bygget i 1909, som i 2024 er til salg.